# HMCS Bonaventure (CVL 22)
El HMCS Bonaventure (CVL 22) fue un portaaviones de la clase Majestic que sirvió en la marina canadiense entre 1957 y 1970 y fue asimismo el último portaaviones canadiense.

## Historia
La construcción del buque se inició en el invierno de 1942 en los astilleros de Harland and Wolff, en Belfast, y fue botado el 27 de febrero de 1945, pero su construcción se detuvo tras el fin de la Segunda Guerra Mundial y no se reanudó hasta que fue adquirido por Canadá en 1952 y se le equipó con catapulta y asimismo se alargó la cubierta de vuelo. El buque debe su nombre a una isla del Golfo de San Lorenzo y tras varias modificaiones finalmente fue puesto en servicio en 1957. En 1966 recibió una modernización en la cual se gastaron 11 millones de dólares. En 1968 tras la unificación de las fuerzas canadienses, el buque fue amarrado en Halifax. Fue dado de baja el 3 de julio de 1970 y al año siguiente fue desguazado en Taiwán.

## Papel
El Bonaventure fue el tercer y último portaaviones canadiense. En sus últimos días de servicio fue utilizado para la guerra antisubmarina.

## Aviones

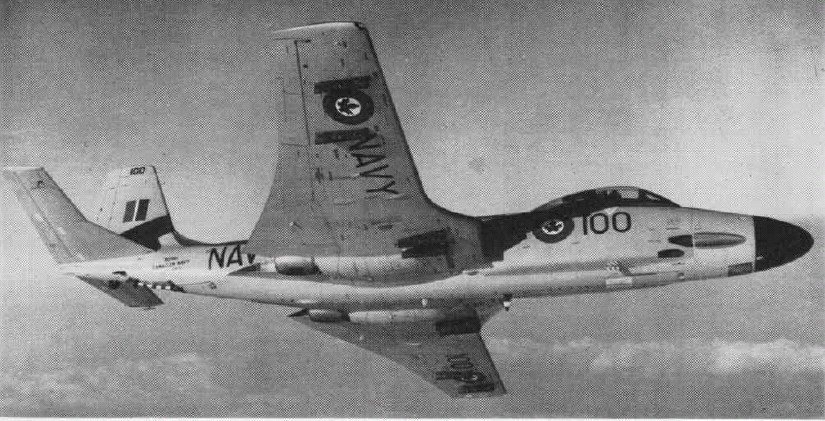
Un F2H Banshee

El Bonaventure transportaba 5 escuadrones. Sus aviones originales eran el F2H Banshee y el CS2F Tracker. Los Banshee fueron dados de baja en 1962. Ese mismo año el portaaviones fue destinado a la guerra antisubmarina y equipado con helicópteros HO4S los cuales se unieron a los CS2F. A su vez,los CS2F fueron sustituidos en 1964 por los SH-3 Sea King.

## Monumento

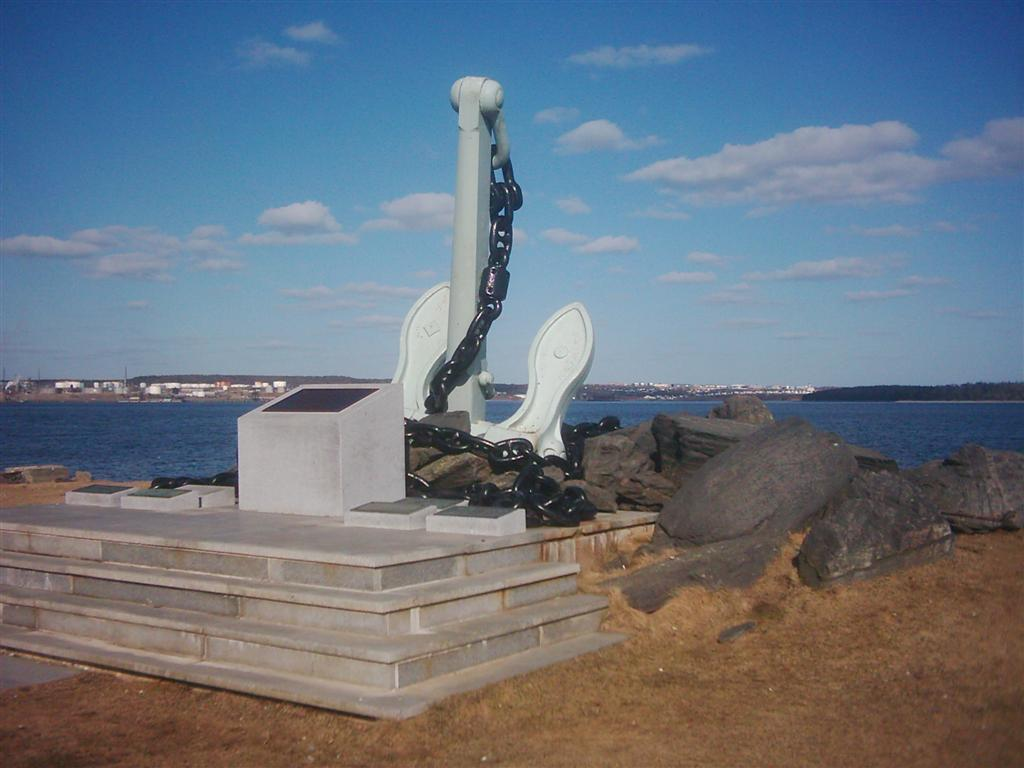
El ancla del Bonaventure

El ancla es la única parte sobreviviente del Bonaventure. Está dedicada a los hombres y mujeres que sirvieron a bordo del Bonaventure. El ancla se encuentra en el puerto de Halifax.